# Hedychium peregrinum
Hedychium peregrinum là một loài thực vật có hoa trong họ Gừng. Loài này được N.E.Br. mô tả khoa học đầu tiên năm 1883.